# Willeysthenelais foliosa
Willeysthenelais foliosa is een borstelworm uit de familie Sigalionidae. Het lichaam van de worm bestaat uit een kop, een cilindrisch, gesegmenteerd lichaam en een staartstukje. De kop bestaat uit een prostomium (gedeelte voor de mondopening) en een peristomium (gedeelte rond de mond) en draagt gepaarde aanhangsels (palpen, antennen en cirri).
Willeysthenelais foliosa werd in 1910 voor het eerst wetenschappelijk beschreven door Potts.